# 巴拿马国家奥林匹克委员会
巴拿马奥林匹克委员会（西班牙語：Comité Olímpico de Panamá，IOC编码：PAN）是代表巴拿马的国家奥林匹克委员会。巴拿马奥林匹克委员会成立于1934年，并于1947年获得国际奥林匹克委员会的认可。该组织也是泛美体育组织的成员。

## 外部连结
- 官方网站 （西班牙文）